# Гідрогеохімічний розріз
Гідрогеохімічний розріз — графічне зображення характеру та послідовності залягання підземних вод, різних за мінералізацією, величиною pH, геохімічними типами, мікроелементним та газовим складом. 